# Pearsonia metallifera
Pearsonia metallifera är en ärtväxtart som beskrevs av Hiram Wild. Pearsonia metallifera ingår i släktet Pearsonia och familjen ärtväxter. Inga underarter finns listade i Catalogue of Life.